# Pontons de Plymouth
Les pontons de Plymouth sont des prisons situées dans la baie devant la ville de Plymouth dans le Devon au Royaume-Uni. Les pontons sont d'anciens navires de guerre qui ne peuvent plus prendre la mer et qui sont ancrés afin de servir de prison.
Chaque ponton aurait pu contenir jusqu'à 800 à 900 hommes répartis entre le faux-pont et la première batterie.

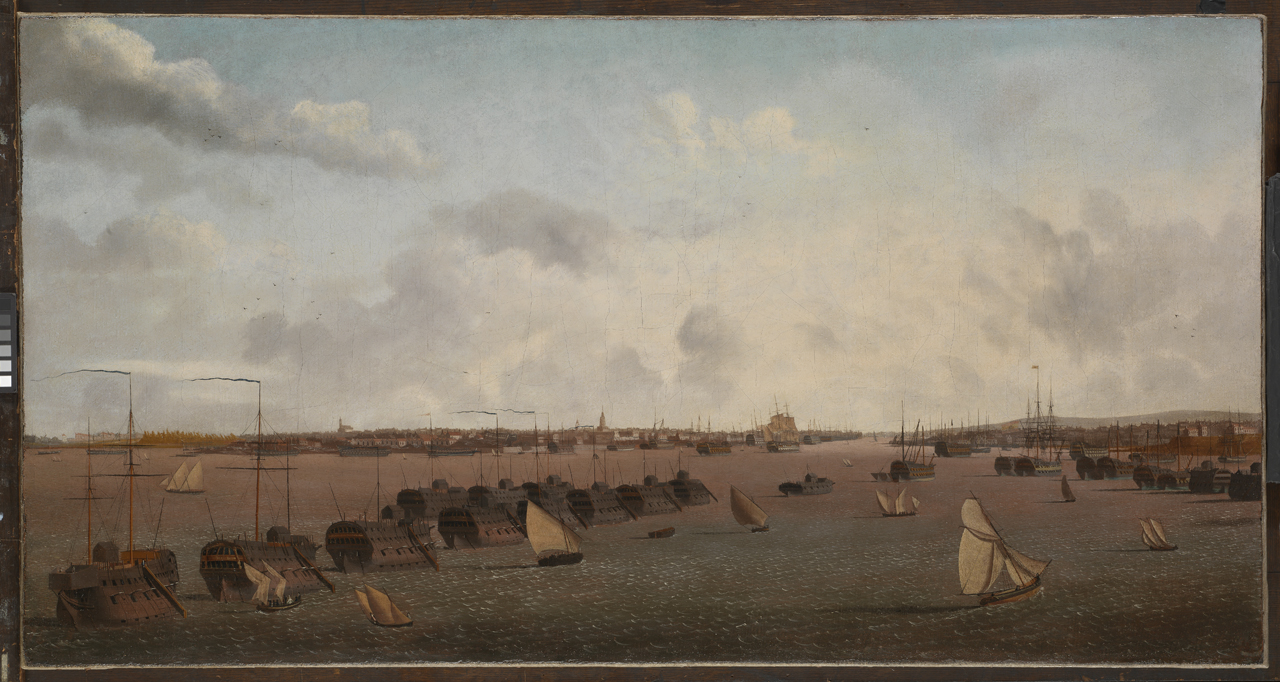